# Запис Милановића храст (Комаране)
Запис Милановића храст (Комаране) се налази на парцели чији је власник Милановић Драгослав.

## Локација
| Општина             | Рековац                                                          |
| Катастарска општина | Комаране                                                         |
| Потес               | Царине                                                           |
| Координате          | 43° 49′ 46″ С; 21° 04′ 22″ И / 43.8294° С; 21.072900000000001° И |
| Надморска висина    | 340m                                                             |

## Карактеристике
Дендрометријске вредности утврђене на терену и сателитским снимцима:
| Стабло                     | Храст |
| Висина стабла              | m     |
| Обим дебла                 | m     |
| Пречник крошње             | 18m   |
| Пречник дебла              | m     |
| Висина дебла до прве гране | m     |

## База записа
Запис је у оквиру Викимедија пројекта "Запис - Свето дрво" заведен под редним бројем 0216.